# 木戸美摸
木戸 美摸（きど よしのり、1937年9月18日 - 2023年12月25日）は、兵庫県加古川市出身のプロ野球選手・監督・コーチ。ポジションは投手。

## 経歴
兵庫農業短期大学附属高等学校（現：兵庫県立農業高等学校）を経て、1955年に読売ジャイアンツへ入団。1956年に一軍公式戦に初登板して3勝を挙げると、1957年は17勝7敗で新人の藤田元司と並んでチームの勝ち頭になるとともに、勝率.708で最高勝率のタイトルを獲得、防御率も2.36でリーグ6位に入った。1958年は調子を崩して二軍落ちするなど1勝に留まる。1958年調子を持ち直して5勝を挙げるが、以降は勝ち星を挙げることができず、1961年限りで引退。
引退後は投手コーチ（1964年）・二軍投手コーチ（1968年 - 1973年、1980年 - 1985年）・一軍投手コーチ（1974年、1979年）・一軍投手コーチ補佐（1976年 - 1978年）・三軍監督（1990年 - 1991年）・二軍育成担当チーフコーチ（1992年）など巨人の指導者を歴任。その合間を縫って寮長・スカウトなども務め、1998年に退団。スカウト時代には高橋一三を獲得した。
2023年12月25日、虚血性心不全のため神奈川県相模原市の自宅で死去。86歳没。

### 負傷事件
1956年5月20日に広島県総合グランド野球場で開催された広島東洋カープとのダブルヘッダーで、巨人に3連敗してイライラしていた熱狂的な広島ファンがスタンドからビール瓶などを投げ込み、マウンドからベンチへ引き上げようとしていた木戸の右足にビール瓶が命中し、ひざ下を2針縫う負傷をした。

## 選手としての特徴
シンカー・カーブ・スライダー・フォーク・シュート・ナックルと多彩な変化球を全く同じフォームから投げ分けた。さらに球筋も一定しなかったことから、当時の二軍監督であった千葉茂が木戸に秘訣を訪ねたところ、「実は、ボクにも球の行き先がわかりません」との返事であったという。

## 人物
コルゲンコーワのキャラクター（ケロちゃんコロちゃん）に容姿が似ていたことから、仲間内ではコルゲンコーワと呼ばれていた。

## 詳細情報

### 年度別投手成績
| 年 度     | 球 団     | 登 板 | 先 発 | 完 投 | 完 封 | 無 四 球 | 勝 利 | 敗 戦 | セ 丨 ブ | ホ 丨 ル ド | 勝 率 | 打 者 | 投 球 回 | 被 安 打 | 被 本 塁 打 | 与 四 球 | 敬 遠 | 与 死 球 | 奪 三 振 | 暴 投 | ボ 丨 ク | 失 点 | 自 責 点 | 防 御 率 | W H I P |
| --------- | --------- | ----- | ----- | ----- | ----- | -------- | ----- | ----- | -------- | ----------- | ----- | ----- | -------- | -------- | ----------- | -------- | ----- | -------- | -------- | ----- | -------- | ----- | -------- | -------- | ------- |
| 1956      | 巨人      | 25    | 6     | 1     | 1     | 0        | 3     | 1     | --       | --          | .750  | 277   | 73.1     | 57       | 8           | 11       | 0     | 0        | 20       | 2     | 0        | 24    | 22       | 2.68     | 0.93    |
| 1957      | 巨人      | 44    | 22    | 5     | 0     | 0        | 17    | 7     | --       | --          | .708  | 808   | 202.0    | 155      | 16          | 50       | 3     | 6        | 134      | 3     | 0        | 71    | 53       | 2.36     | 1.01    |
| 1958      | 巨人      | 13    | 2     | 0     | 0     | 0        | 1     | 3     | --       | --          | .250  | 140   | 32.2     | 37       | 3           | 8        | 0     | 1        | 14       | 0     | 1        | 24    | 20       | 5.45     | 1.38    |
| 1959      | 巨人      | 31    | 5     | 0     | 0     | 0        | 5     | 4     | --       | --          | .556  | 350   | 85.0     | 72       | 7           | 27       | 1     | 7        | 54       | 2     | 1        | 38    | 37       | 3.92     | 1.16    |
| 1960      | 巨人      | 8     | 3     | 0     | 0     | 0        | 0     | 0     | --       | --          | ----  | 76    | 18.0     | 18       | 5           | 6        | 0     | 0        | 10       | 0     | 1        | 12    | 12       | 6.00     | 1.33    |
| 1961      | 巨人      | 10    | 2     | 0     | 0     | 0        | 0     | 0     | --       | --          | ----  | 75    | 16.1     | 27       | 2           | 1        | 0     | 0        | 14       | 1     | 0        | 13    | 12       | 6.35     | 1.71    |
| 通算：6年 | 通算：6年 | 131   | 40    | 6     | 1     | 0        | 26    | 15    | --       | --          | .634  | 1726  | 427.1    | 366      | 41          | 103      | 4     | 14       | 246      | 8     | 3        | 182   | 156      | 3.28     | 1.10    |

- 各年度の太字はリーグ最高

### タイトル
- 最高勝率：1回 （1957年）

### 背番号
- 56 （1955年 - 1956年）
- 29 （1957年 - 1961年）
- 76 （1964年）
- 82 （1968年 - 1974年）
- 72 （1976年 - 1980年）
- 71 （1981年 - 1985年）
- 119 （1990年 - 1991年）
- 92 （1992年）

## 関連情報

### 著書
- 巨人軍の息子たちへ―ジャイアンツ組織論・指導論（1998年7月刊、TOKYO FM出版）ISBN 4-88745-025-7